# Potkalinje (Krupa na Uni)
Potkalinje (szerbül: Поткалиње) falu Bosznia-Hercegovinában, a Szerb Köztársaságban, Krupa na Uni községben. Potkalinje településnek a területmegosztás után a Szerb Köztársaság területére eső, kisebb része.

## Fekvése
Bosznia-Hercegovina nyugati részén, Banja Lukától légvonalban 68, közúton 119 km-re nyugatra, Prijedortól légvonalban 39, közúton 70 km-re délnyugatra, a Grmeč-hegység lábánál fekszik. 

## Népessége
| Nemzetiségi csoport | Népesség 1991 | Népesség 2013 |
| ------------------- | ------------- | ------------- |
| Szerb               | 214           | 8             |
| Bosnyák             | 69            | 0             |
| Horvát              | 0             | 0             |
| Jugoszláv           | 1             | 0             |
| Egyéb               | 0             | 0             |
| Összesen            | 284           | 8             |

## Története
Potkalinje felett, de már a föderáció területén, a Kalin és Grabež patakok feletti meredek földnyelven található találhatók Kalin középkori várának romjai. A vár egy észak-déli tájolású, zúzott kőből épült erődítmény volt. A lelőhely valószínűleg a 14. vagy a 15. századból való. Erről az erődítményről szinte semmilyen írott anyag nincs. Régi térképeken, terveken, jelentésekben nem található meg, így történetét teljes mértékben a titok övezi. A helytörténészek is megkerülik, és nem említik. Ezen a területen eddigi ismereteink szerint kiterjedtebb régészeti kutatás nem történt. A várnak helyőrsége és várnagya volt. Kalin vára nagy valószínűséggel akkor került oszmán uralom alá, amikor 1514-ben a közeli Japar várát is a kamengrádi kapitánysághoz és kadilukhoz csatolták. Az ellenséges határ közelsége miatt valószínűleg oszmán katonai helyőrség működött a városban, és maga a város más erődítményekkel együtt bekerült a határvédelem rendszerébe. A várnak minden bizonnyal Krupa 1565-ös elfoglalásáig, de talán még tovább is saját őrsége volt. Maga az erődítmény máig fennmaradt neve a Kalin a török „kale” főnévből származik, ami erődöt jelent. Ez részben alátámaszthatja azt az állítást, hogy az oszmánok ebben az erődben állomásoztak.
Potkalinje 1878-ig tartozott az Oszmán Birodalomhoz, majd az Osztrák-Magyar Monarchia része lett. Az osztrák-magyar uralom érkezésével szerbek kezdték betelepíteni a Krupa környéki falvakat. Többnyire Likáról érkeztek Podgrmeč területére, és jobbágyként művelték a krupai bégek földjét. Idővel megvették ezeket az ingatlanokat, mert a gazdagabb krupaiak elkezdtek Törökországba költözni, A falvakból úgy távoztak a muszlimok, mintha a végítélet utolsó napja jönne. Tömegesen távoztak, és értéküknél akár 70%-kal olcsóbban adtak el ingatlanokat.
1879-ben az első osztrák-magyar népszámlálás során a faluban 57 házat, 74 muszlim és 214 ortodox szerb lakost számláltak. 1910-ben Slanac és Živoskup településrészekkel 105 háza, 124 muszlim és 556 ortodox szerb lakosa volt. A monarchia szétesésével 1918-ben előbb a Szerb-Horvát-Szlovén Királyság, majd 1929-től a Jugoszláv Királyság része. 1921-ben a faluban 100 házat és 571 lakost számláltak. 1945-től a település a szocialista Jugoszlávia része volt. A boszniai háború idején a falu szerb félkatonai alakulatok ellenőrzése alatt állt. 
A daytoni békeszerződés utáni területmegosztási megállapodás értelmében a háború előtti Potkalinje település kisebb, 1,14 km2 területű része a Boszniai Szerb Köztársasághoz és Krupa na Uni községhez került, míg a település nagyobb 12,09 km2 területű része a Bosznia-hercegovinai Föderáció Una-Szanai kantonjában levő Bosanska Krupa község területénél maradt. A háború alatt 79 ház rongálódott meg, ebből 16-ot adományokból helyreállítottak, 63 házat pedig 2009-ig még nem állították helyre (19 - bosnyák és 44 szerb nemzetiségű családok tulajdona). 2009-ig összesen 16 család érkezett vissza a faluba.

## Nevezetességei
- Kalin várának megközelítése Benakovec felől lehetséges, míg más oldalról szinte lehetetlen. A nagyjából rekonstruált alaprajz tartalmazza a nyugati sokszögű tornyot, a földnyelv másik vége felé tartó sáncot és a meredek lejtőn álló két tornyot. A déli és a nyugati oldalon kör alakú alapfal látható. Kalin vára ma romokban hever. Senki sem védi az épületet, és senki sem törődik vele. A falakat benőtte az erdő, az erődítmény állagmegóvási és helyreállítási munkái eddig nem történtek. Kalin egyike azoknak az elfeledett váraknak, amelyek egykor Boszniát védték. Ma az őt pusztító természetnek és az érdektelen egyéneknek prédájául hagyva várja, hogy eltűnjön ez a kevés, ami megmaradt belőle.[4]